# Краљевство Нови Зеланд
Краљевство Нови Зеланд (енгл. Realm of New Zealand) су поседи којима влада краљ Новог Зеланда. Краљевство чине Нови Зеланд, Кукова Острва, Нијуе, Токелау и Росова земља. Законски основ чини краљевска одлука из 1983. којом се дефинише и функција генералног гувернера Новог Зеланда

## Састав
Територије Краљевства представља генерални гувернер Новог Зеланда, краљичин намјесник Кукових Острва, краљичин намјесник Нијуа, администратор Токелауа, те гувернер Росове земље (територијална претензија Новог Зеланда на Антарктик).
| Застава | Грб | Територија                          | Регион     | Површина км² | Становника (2011) | Администр. центар | Статус                    |
| --- | --- | ----------------------------------- | ---------- | ------------ | ----------------- | ----------------- | ------------------------- |
| |     | Нови Зеланд*                        | Тихи океан | 268.680      | 4.404.400         | Велингтон         | Суверена држава           |
| |     | Чатамска острва                     | Тихи океан | 966          | 600               | Вајтанги          | спољашња територија       |
| |     | Кермадек острва                     | Тихи океан | 33           | 0                 | —                 | спољашња територија       |
| |     | Острва Три краља                    | Тихи океан | 5            | 0                 | —                 | спољашња територија       |
| |     | Новозеландска субантарктичка острва | Тихи океан | 765          | 0                 | —                 | спољашња територија       |
| |     | Кукова Острва                       | Тихи океан | 237          | 14.974            | Аваруа            | Придружена зависна држава |
| |     | Нијуе                               | Тихи океан | 262          | 1.611             | Алофи             | Придружена зависна држава |
| |     | Токелау                             | Тихи океан | 10           | 1.411             | Нукунону          | Зависна територија        |
| |     | Росова земља                        | Антарктик  | 450.000      | 0                 | Скотова база      | Зависна територија**      |
| |     |                                     |            |              |                   |                   |                           |
| |     | Краљевство Нови Зеланд              |            | 719.188      | 4.422.396         | Велингтон         |                           |
| * Укључује и Кермадек острва, Чатамска острва, Острва Три краља као и Новозеландска субантарктичка острва. ** Нема међународно признање територије, па се третира као територијална претензија. |     |                                     |            |              |                   |                   |                           |